# 忠尋
忠尋（ちゅうじん、治暦元年（1065年）- 保延4年10月14日（1138年11月18日））は、平安時代後期の天台宗の僧。父は源頼平の子の土佐守檜坂忠季、兄弟は貞頼とする。大谷座主とも称される。佐渡国出身。

## 略歴
比叡山の長豪・覚尋・良祐に天台教学を学ぶ。初め洛北の曼殊院に住したが、その後比叡山北谷東陽院に移った。永久3年（1115年）、里坊として東山大谷に十楽院を開創し、元永元年（1118年）に権律師、大治5年（1130年）に天台座主、保延3年（1137年）に大僧正に任じられた。恵心流の天台教学の振興に努め、忠尋の門流は東陽院流と称された。